# Lucie Robinson
Lucie Robinson (* 7. Mai 1978 in Jablonec nad Nisou) ist eine tschechische Porträt-, Kunst- und Modefotografin.

## Leben
Lucie Robinson stammt aus einer Familie mit Wurzeln in Österreich und Russland. Nach einer Ausbildung als Schmuckdesignerin studierte sie Design an der Akademie für Kunst, Architektur und Design Prag. Im Jahr 1997 begann sie eine Fotomodellaufbahn, in deren Folge sie 1998 nach Paris übersiedelte. Aus dieser Zeit stammen auch ihre Auftritte in MTV- und Viva-Musikvideos.
Obwohl sie im Rahmen des Akademiestudiums eine künstlerische Ausbildung genossen hatte, begann sie erst nach 2001 selbst zu fotografieren und etablierte sich zunächst als Porträt- und Modefotografin. Sie fotografierte Prominente und Topmodels, unter anderem – im Rahmen einer PR-Kampagne für Louis Vuitton – Paulina Porizkova, Miloš Forman und andere. Ihre Modefotografien und Porträts werden in Elle, Harper’s Bazaar, Marie Claire, Vision (China), Wig (UK) und in anderen Mode- und Lifestylezeitschriften in Europa und Asien veröffentlicht. Lucie Robinson arbeitete für Werbekampagnen von Cadbury, Orange Mobile, T-Mobile und Procter & Gamble.
Ihre Modefotografien zeichnen sich durch ihren dynamisch-kalligraphischen, figurativen Stil und die sublimen erotischen Präsenzen, welche vom Spielerischen bis zum verheissungsvoll Leidenschaftlichen reichen, aus. Ihre Porträts zeigen eine Ambiguität zwischen konzeptuellen, ontologischen und reportagehaften Elementen.
Ihre Arbeiten wurden 2006 auf dem Festival International de la Photographie de Mode in Cannes ausgezeichnet. In den Jahren 2007–2009 erhielt sie den Pressepreis der Schwarzkopf Awards. Im Jahr 2008 veranstaltete das Museum of Arts and Design in New York eine Ausstellung ihrer Arbeiten zum Thema Mode und Architektur. Auf der Kunstmesse India Art Fair 2018 wurde ihre Videoinstallation „Follow Me“ vorgestellt.